# کنسرتو ویولن (برامس)
کنسرتو ویولن (انگلیسی: Violin Concerto) در گام ر ماژور اپوس ۷۷، نخستین و تنها کنسرتوی ویولن به همراه ارکستر از آهنگساز و مصنف برجسته یوهان برامس است که در سال ۱۸۷۸ تصنیف و به دوست ویولونیست وی مشهور به جوزف یواخیم اهدا گردید.